# Isla El Huerfanito
Isla El Huerfanito är en ö i Mexiko.   Den ligger i delstaten Baja California, i den nordvästra delen av landet, 2 000 km nordväst om huvudstaden Mexico City.